# Блажиевка
Блажиевка (укр. Блажіївка) — село в Казатинском районе Винницкой области Украины.
Код КОАТУУ — 0521481606. Население по переписи 2001 года составляет 461 человек. Почтовый индекс — 22152. Телефонный код — 4342.
Занимает площадь 1,29 км².
В селе действует храм Покрова Пресвятой Богородицы Казатинского благочиния Винницкой епархии ПЦУ.

## Адрес местного совета
22150, Винницкая область, Казатинский р-н, с.Дубовые Махаринцы, ул.Центральная, 3